# Vasile Gudu
Vasile Gudu (n. 4 martie 1954, Mihail Kogălniceanu, Tulcea, România) este un deputat român, ales în 2012 din partea Partidului Democrat Liberal.
În timpului mandatului, partidul său a fuzionat cu Partidul Național Liberal, iar el a activat în grupul parlamentar al partidului rezultat din fuziune.